# Богдо-гэгэн VIII
Нгава́нг Лобса́нг Чо́кьи Ньи́ма Тензи́н Вангчу́г (монг. Агваанлувсанчойжиннямданзанванчүг, тиб. ངག་དབང་བློ་བཟང་ཆོས་ཀྱི་ཉི་མ་བསྟན་འཛིན་དབང་ཕྱུག་, Вайли ngag dbang blo bzang chos kyi nyi ma bstan 'dzin dbang phyug; 1869, Лхаса — 20 мая 1924, Урга), Богдо-гэгэн VIII — восьмой Халха-Джебцзундамба-хутухта, глава буддистов Монголии. Бо́гдо-хан, теократический правитель Монголии (1911—1921), монарх Монголии с ограниченными правами (1921—1924). Единственный великий хан независимой Монголии с конца XVII века и последний великий хан в истории Монголии.

## Биография

### Ранние годы и признание
Богдо-гэгэн VIII родился в 1869 году в семье тибетского чиновника спустя год после смерти своего предшественника, Богдо-гэгэна VII. Первые годы жизни он провёл с матерью в лхасском дворце Далай-ламы, Потале. Официальное признание мальчика новым Богдо-гэгэном состоялось в Потале при участии Далай-ламы XII и Панчен-ламы. В 1873—1874 годах из Монголии в Лхасу отправилась большая торжественная процессия, в том числе и российские бурятские ламы, чтобы сопроводить хубилгана в Монголию. В 1875 году Богдо-гэгэн VIII благополучно прибыл в Ургу.

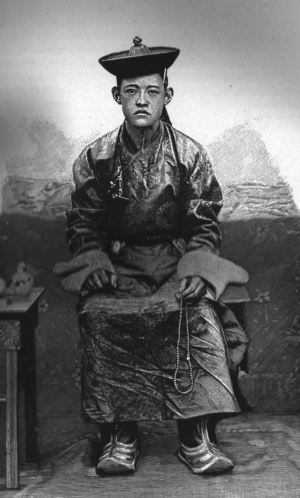
Семнадцатилетний Богдо-гэгэн VIII. Фотография А. М. Позднеева

Через несколько месяцев юный Богдо был представлен монгольскому народу, знати и духовенству, однако он «…не стал игрушкой в руках лам, а наоборот, держал их в своих руках. С юных лет он мечтал если не восстановить великое царство Чингисхана, то хотя бы освободить Монголию от китайцев и сделать самостоятельной. Удельные князья боялись его, народные массы любили».

### Противостояние с цинской администрацией Урги
По прошествии всего лишь пяти лет после приезда в Ургу из Тибета, в десятилетнем возрасте, Богдо-гэгэн начал проявлять беспокойство по поводу засилья в столице китайских торговцев, опираясь на старинный обычай удалённости монастырских построек от мира и всего мирского. В 1882 году он предоставил на имя цинского императора Гуансюя доклад, в котором уведомил, что, если китайский торговый квартал не переедет за город, то сам Богдо-гэгэн перенесёт свою ставку из Урги в Эрдэни-Дзу. Цинские власти пошли на уступки и удалили торговцев от монастыря (российские торговые постройки остались на своих местах).
Богдо-гэгэн скрыл в своём дворце своего старого учителя, отказавшись выдать его для суда цинской администрации; активно протестовал против повышения налогов ургинским амбанем Дэ Лином, отказывался от встречи с ним и в конце концов добился его отставки, несмотря на его пекинскую протекцию. Есть сведения, что молодой Богдо-гэгэн, новый энергичный лидер буддийской Монголии, спровоцировал даже попытки покушения на его жизнь со стороны имперских властей, имевшие место в 1900-х годах.

### Конфликт вокруг визита Далай-ламы XIII
По сообщениям европейцев, опиравшимся на слухи, Богдо-гэгэн недолюбливал и нового Далай-ламу XIII, что проявилось в 1904 году, когда тот прибыл из Тибета в Халху, спасаясь от оккупации Лхасы британским экспедиционным корпусом Янгхасбенда. «…За время пребывания Далай-ламы в Урге между ним, его двором и хутухтой с двором последнего шли непрерывные недоразумения». Указывали, что Богдо-гэгэн не участвовал в церемонии встречи Далай-ламы в Урге, ни разу не навестил его за всё время его пребывания в халхаской столице, и распорядился выставить из подведомственного ему ургинского монастыря подготовленный для него трон, сочтя его более почётным, нежели свой, чем спровоцировал возмущение тибетцев. Ф. И. Щербатской приводит сообщение некоего китайца, что Богдо-гэгэн даже провёл специальный тантрический ритуал изгнания («гүрэм»), направленный на выдворение Далай-ламы из столицы.
Общее место в мемуарах европейцев, посещавших в это время Ургу — то, что Богдо-гэгэн и Далай-лама якобы не поделили между собой пожертвования паломников, а также личная зависть Богдо-гэгэна, лишившегося с приездом Далай-ламы большей части почёта и уважения. Согласно другим сведениям, опирающимся на монгольские и тибетские источники, конфликта между иерархами не было, а его провоцировали цинские власти, используя окружение Богдо-гэгэна, чтобы удалить Далай-ламу из Монголии Из монгольских источников известно, что Далай-лама несколько раз тайно встречался с Богдо-гэгэном, феодалами и высшими ламами; по-видимому, на этих встречах и было решено, что Монголия и Тибет разорвут свою связь с империей Цин, о чём сообщал русский пограничный комиссар в Кяхте А. Д. Хитрово.
После национальной революции в Монголии Тибет признал независимость богдо-ханской Монголии.

### Во главе национально-освободительного движения

Триумфальные ворота Дворца Богдо-гэгэна, построенные в честь обретения независимости

Синьхайская буржуазная революция 1911 года в империи Цин привела к кризису цинского правления в Монголии. 27-28 июля 1911 года в Урге состоялось тайное совещание монгольских лам и князей под председательством Богдо-гэгэна. Официальным поводом к собранию было обсуждение инициатив Пекина о китайской колонизации Халхи. Совещание приняло решение об отделении Халхи от империи Цин при помощи России; было решено также направить делегацию в Петербург.
1 декабря 1911 года в Урге было обнародовано воззвание с объявлением независимости. В нём говорилось, что на землях маньчжуров и китайцев происходит переворот, а Монголия изначально была независимым государством и поэтому решено образовать независимое монгольское государство Разоружение китайского гарнизона Урги прошло мирно. 4 декабря маньчжурский амбань Саньдо выехал в Кяхту. 29 декабря 1911 года в Урге прошла торжественная церемония возведения Богдо-гэгэна VIII на престол великого хана (Богдо-хана) Монголии . В ней приняли участие посланцы четырёх аймаков Монголии. О переходе под власть Богдо-гэгэна заявили многие аймаки и сеймы, причём не только в Халхе: также Хубсугул, Урянхай, Дариганга, Хулунбуир (Барга), Шилэн-гол (Силингол), дербеты и др. Были созданы две палаты: верхняя и нижняя. Верхняя состояла из пяти министров (внутренних дел, иностранных дел, юстиции, военного и финансов) и 11 их заместителей. В нижнюю палату входили чиновники этих пяти министерств.

Личный экипаж Богдо-хана (Дворец-музей Богдо-гэгэна)

Стараясь объединить Монголию, в 1912 году Богдо-гэгэн поддержал национально-освободительное движение монголов во Внешней и Внутренней Монголии. В частности, объединённым монгольским войском, фактически руководимым Дамби-Джанцаном (Джа-ламой), был разбит гарнизон крепости китайского амбаня Западной Монголии, находившийся в Ховде. За это Богдо-хан пожаловал ему титул хошунного князя, однако, узнав о жестоких порядках, заведённых Джа-ламой в своём хошуне, о его сепаратистских планах и неповиновении указам Богдо-хана, лишил его титулов и привилегий, а в 1914 году направил запрос российскому правительству на его арест и высылку в Россию.

### Противодействие китайской оккупации
После Октябрьской революции в России Богдо-хан лишился внешней поддержки, и милитаристский Китай начал экспансию в Монголию, предъявив претензии на все наследство империи Цин. В 1918 г. в Монголию проникали красные и белые отряды из Сибири, охваченной гражданской войной. Чэнь И, китайский резидент в Урге, весной 1918 г. стал требовать ввода китайских войск. 26 мая 1918 г. монгольское правительство согласилось на ввод в столицу одного батальона. В июле-августе 1918 г. советская власть в Сибири пала. Министр иностранных дел Монголии Б. Цэрэндорж заявил Чэнь И, что во вводе войск нет необходимости, так как больше нет опасности от большевиков. Однако батальон продолжил движение и вошёл в Ургу в августе, в нарушение Кяхтинского соглашения.
В октябре 1919 года Чэнь И согласовал с монгольскими князьями, входившими в верхнюю палату парламента, 64 пункта «Об уважении Внешней Монголии правительством Китая и улучшении её положения в будущем». Документ был послан в Пекин. Богдо-хан послал туда же делегацию, чтобы попытаться остановить реализацию плана Чэнь И. Однако это не оказало влияния на китайский план восстановления власти во Внешней Монголии: вскоре в Ургу прибыл во главе 15-тысячного войска генерал Сюй Шучжэн. Богдо-хан отказался приложить печать к принятому верхней палатой парламента под давлением Сюя постановлению о ликвидации монгольской автономии. Однако документ был отправлен в Китай и президент издал постановление об удовлетворении этой «просьбы». В феврале 1920 года Богдо-хана и представителей монгольского правительства китайские оккупанты заставили совершить церемонию преклонения перед портретом президента Китайской республики Сюй Шичана.
После удаления Сюя из столицы и возвращения Чэнь И Богдо-хан вновь получил некоторую свободу действий. На предложения связавшегося с ним ургинского антикитайского подполья об организации вооружённого восстания в столице он отвечал, что пока необходимо выжидать. Вместе с этим, когда делегатам вновь образованной Монгольской народной партии в советском Иркутске потребовалось официальное письмо с просьбой о военной помощи, заверенное личной печатью Богдо-хана, он передал такой документ революционерам через своего да-ламу Пунцагдоржа.

### Отношения с Унгерном
В октябре 1920 года из Забайкалья в Монголию вступила Азиатская конная дивизия под командованием ген. Унгерн-Штернберга, и предприняла неудачную попытку штурма столицы. Китайский генералитет, отказавшись подчиняться Чэнь И, вновь арестовал Богдо-гэгэна. Богдо-гэгэн решил обратиться за помощью к Унгерну. В конце 1920 года он направил в находившуюся в районе Керулена ставку Азиатской дивизии главу Шабинского ведомства Хушиктен-ламу с официальной просьбой к барону об освобождении Халхи от китайцев, а также пророчеством о том, что в феврале 1921 года тот выбьет китайский гарнизон из Урги, благословив халхаских князей на создание объединённой армии ему в помощь. Когда дивизия Унгерна 29 января перешла в долину У-Булан перед решающим штурмом Урги, от Богдо-гэгэна к Унгерну прибыл другой лама, передавший его личное письмо с благословением на изгнание китайцев из Урги.
В ночь на 3 февраля смешанный отряд из тибетцев, монголов, бурят и русских под командованием хорунжего Ц. Тубанова и тибетца Саж-ламы Жамьянданзана организовал освобождение Богдо-хана из-под ареста в ургинской резиденции у северного подножья Богдо-улы, и его препровождение в монастырь Манджушри-хийд на противоположный склон горы в то время, как войска Унгерна начали бои с китайским гарнизоном Урги. Известия об освобождении Богдо-хана оказали сильнейшее деморализующее воздействие на китайцев. На следующий день Азиатская дивизия заняла столицу.
В результате в Монголии была восстановлена абсолютная монархия во главе с Богдо-ханом; 22 февраля 1921 года в Урге им было сформировано новое правительство. Он даровал Унгерну, как и другому генералу Азиатской дивизии Б. П. Резухину, княжеские звания. Унгерн остался командующим Азиатской конной дивизией. Широко распространённый взгляд, что Унгерн стал диктатором или ханом Монголии, является заблуждением.

### После Народной революции
Поначалу сочувствуя идеям Унгерна о реставрации в России монархии, Богдо-гэгэн приказал монгольскому населению оказывать содействие Унгерну в его походе в советскую Сибирь. После того же, как стало очевидным поражение Азиатской дивизии в Бурятии, Богдо-хан отказался от планов Унгерна перевезти его вместе с женой подальше от фронта, в западномонгольский Улясутай, и остался в Урге до занятия столицы Монгольской народной армией под командованием Сухэ-Батора. Через три дня после этого, 9 июля 1921 года, Богдо-хан получил письмо, в котором вожди Народной революции уведомили его о том, что все порядки в стране, за исключением религии, будут пересмотрены и реформированы. На следующий день ЦК издал распоряжение о формировании нового правительства во главе с Бодо, в то время как Богдо-хан провозглашался ограниченным монархом; 11 июля он был вновь церемониально реинтронизирован.
После смерти Богдо-гэгэна 20 мая 1924 года от рака горла монархия в стране была ликвидирована, что было закреплено в принятой конституции. В 1928 году Монгольская народно-революционная партия наложила запрет на поиски новых тулку Джебцзундамбы в Монголии. Следующий Богдо-гэгэн IX был найден в Тибете, и лишь после демократических преобразований в стране был объявлен духовным лидером буддистов Монголии.

## Семья

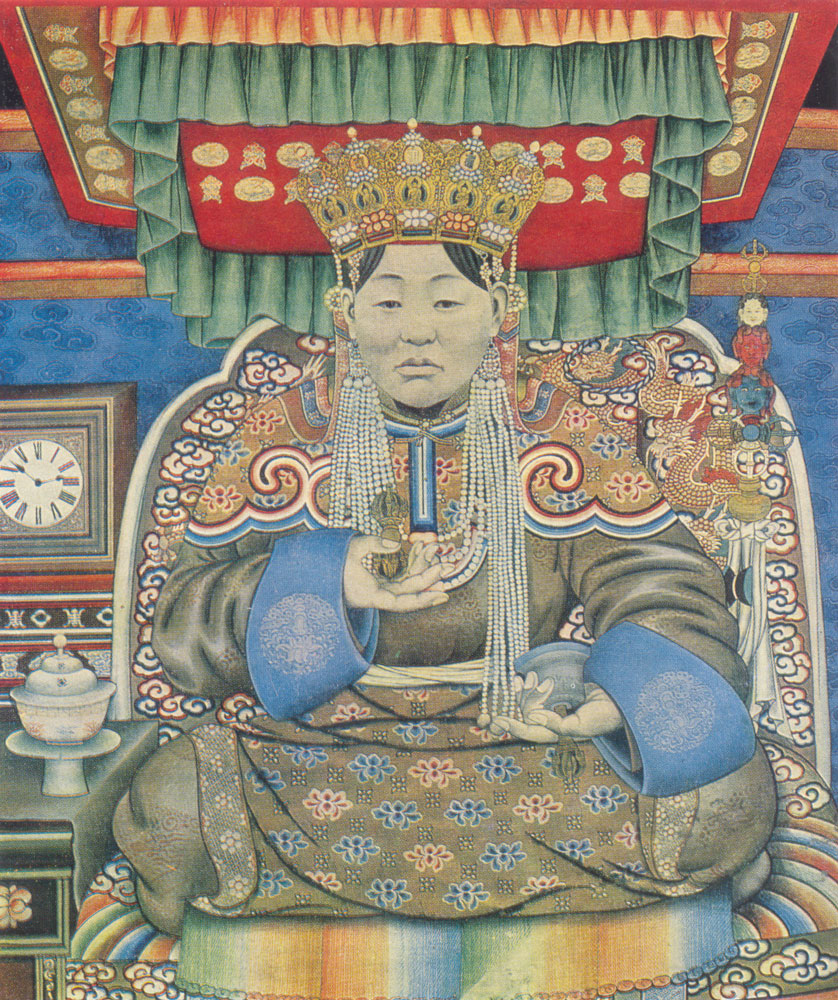
«Великая дакини Дондогдулам» Портрет жены Богдо-гэгэна кисти Балдугийна Шарава

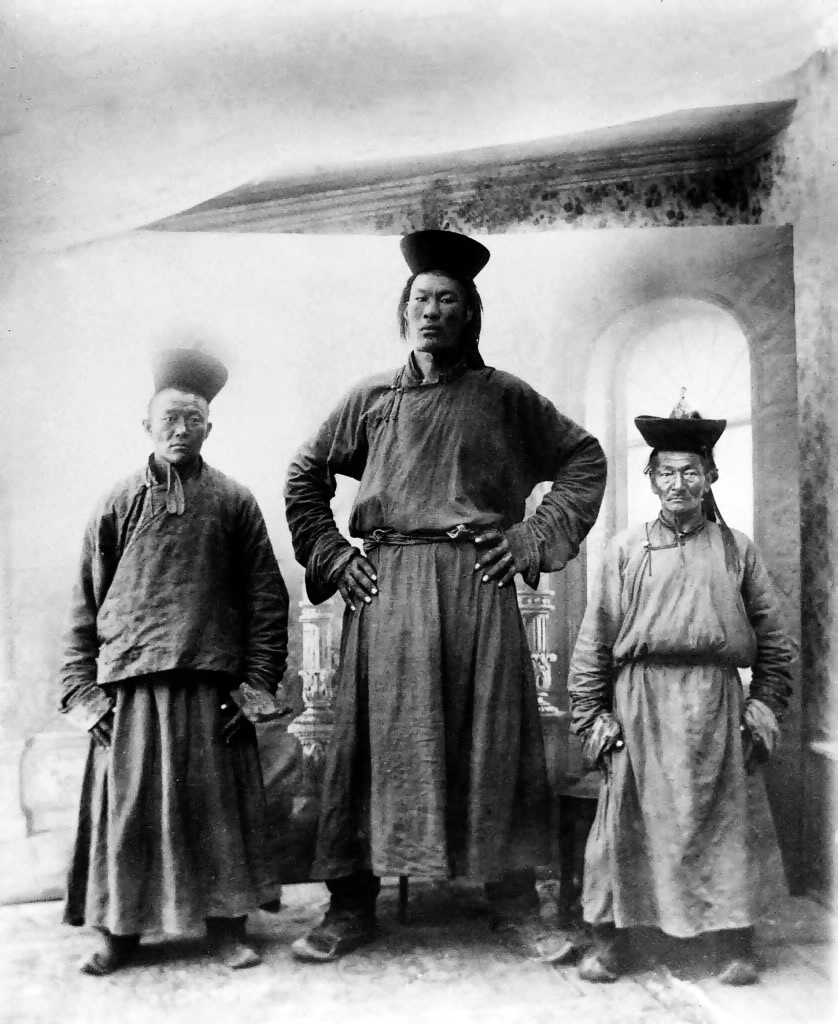
«Великан Гонгор» (в центре) — один из телохранителей Богдо-гэгэна, высочайший человек своего времени

Подобно своему предшественнику Дзанабадзару, Богдо-гэгэн VIII снял монашеские обеты и женился. В европейской и послереволюционной монгольской историографии содержится предположение, что эта женитьба была обусловлена политическими мотивами (основанием теократической монархии, в которой власть наследовалась бы от отца к сыну) и примером его родного младшего брата Лувсанхайдава, который прибыл в Монголию вместе с ним и стал государственным оракулом во вновь построенной для него резиденции, женившись на дочери управляющего ургинским Маймаченом Сурэнхорло. Изучение монгольских архивных материалов не подтвердило эти предположения.
Богдо-гэгэн усыновил сына Цэндийн Дондогдулам, в котором было опознан хубилган Ялгуусан-хутухты. Его судьба после революции неизвестна.
Последние несколько месяцев после смерти Дондогдулам его супругой была Гэнэнпил, вышедшая замуж после его смерти и репрессированная в 1938 году.

## Личностная характеристика Богдо-гэгэна в оценках современников
Достоверных сведений о личной жизни Богдо-гэгэна VIII почти нет. «Жизнь гэгэна проходит неведомо для обыкновенных смертных в глубине его дворца… Поэтому все сведения о домашней жизни гэгэна могут быть получены только от окружающих его лиц, но будут ли они справедливы или ложны, проверять их, по недоступности дворца, едва ли не более трудно, чем проверить действительность жизни гаремов персидского шаха». По мнению большинства очевидцев, он имел незаурядный, подвижный ум. Его интерес к России, вероятно, был заложен ещё в детстве матерью, по советам которой он стал обращаться в российское консульство, откуда получал европейские механические игрушки, иллюстрированные журналы.
Рассказывали, что в молодости он любил охотиться. Однако сам он говорил графу А. фон Кайзерлингу, что «охотился, только не стрелял, ибо сам животных не убивает. Зато он очень любит стрелять из лука или ружья по движущимся мишеням».
Интриги вокруг пребывания Далай-ламы в Их-хурэ дорого стоили Богдо-гэгэну: из-за того, что его «подставили» и возникла видимость конфликта, у него пропало зрение. Есть сведения, что у него была катаракта, он имел возможность лечиться у европейских врачей (даже бесплатно), но отказался. Сообщения некоторых европейцев, что Богдо-гэгэн ослеп от злоупотребления алкоголем, противоречат монгольским источникам.
Чтобы восстановить зрение в монастыре Гандантэгченлин была возведена двадцатишестиметровая статуя бодхисаттвы Авалокитешвары «Мэгжид Жанрайсэг». Создание этой статуи и храма благословил Далай-лама XIII, когда был в Урге. Статую отлили в Долонноре и в разобранном виде доставили в Ургу. Работа была долгой и закончилась лишь в 1913 г.
Халхасские князья рассчитывали, что почти слепой Богдо-гэгэн станет объектом их влияния, и выказывали ему широкую лояльность. Тем не менее, несмотря на недуг, Богдо-гэгэн VIII показал себя активным и самостоятельным политиком.

## Интересные факты

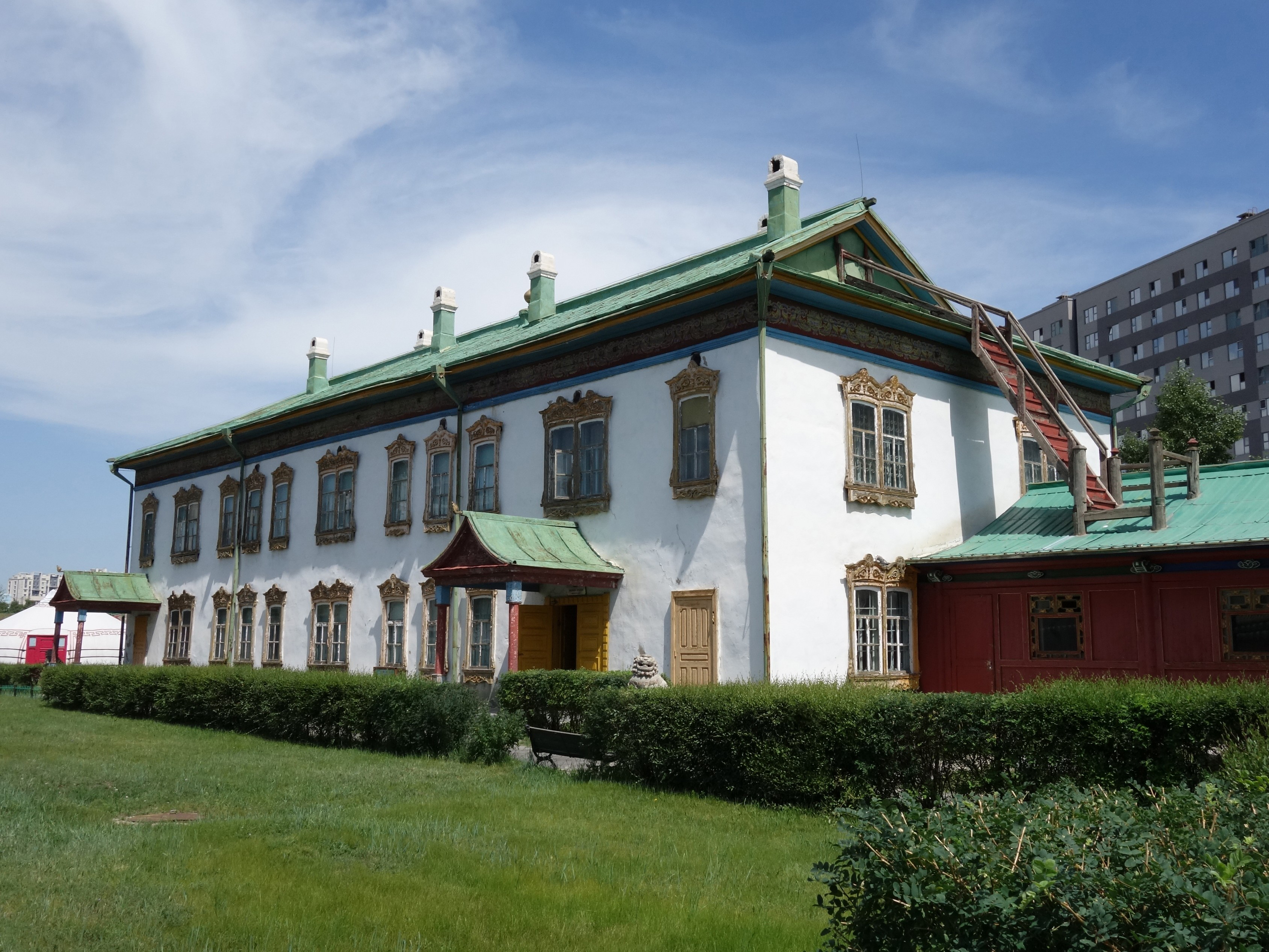
Зимний дворец Богдо-гэгэна, ныне — музей Богдо-гэгэна VIII в Улан-Баторе. По словам жителей столицы Монголии, дом был обставлен по-европейски, со всевозможными европейскими вещами, вплоть до рояля.

- Богдо-гэгэн I в конце XVII века добровольно вошёл в подданство империи Цин. В начале XX века его преемник-тулку Богдо-гэгэн VIII возглавил антикитайское движение и ликвидировал подчинённый статус страны.
- Богдо-гэгэн VIII любил животных, в частности, породистых собак; так, у него был дог стоимостью около 200 рублей[31] В зверинце Богдо-хана был даже слон, за которым ухаживал самый высокий человек в Монголии того времени — Великан Гонгор.[32].
- В Урге была широко известно пристрастие Богдо-гэгэна ко всевозможным диковинам. «Для Гэгэна всё везут и торговцы-русские, и торговцы-китайцы. Если что-либо особенное встречается на базаре в лавках, то это значит, что такая вещь привезена для Хутухты, с целью продать ему»[31] Первый автомобиль в Урге, подаренный ему шведским миссионером Ф. А. Ларсоном, Богдо-гэгэн использовал для своих экзотических развлечений, которыми был знаменит: Богдо-хан предлагал ламам проверить полировку кузова машины, к которому был подведён ток.[33].
- Личное религиозное имя Богдо-гэгэна, — Нгаванг Лобсанг Чокьи Ньима Тензин Вангчук, — было неизвестно широким кругам вплоть до самой его смерти. Сохранение имени Богдо-хана в тайне служило гарантией того, что недоброжелатели не используют его в составе разрушительных мантр в его адрес.

## В популярной культуре
- В советско-монгольском фильме Его зовут Сухэ-Батор 1942 года роль  Богдо-гэгэна VIII сыграл актёр Нямик Пигмит
- В советско-монгольском фильме Исход 1968 года, повествующем об освобождении Монголии от китайской власти бароном Унгерном и борьбе с ним красных, образ Богдо-гэгэна VIII воплотил монгольский актёр Баяжихын Пурэв (монг. Баяжихын Пүрэв[34]).